# Granella (Tezze sul Brenta)
Granella (Granèła in veneto) è una frazione del comune italiano di Tezze sul Brenta, in provincia di Vicenza.
L'espansione urbana recente l'ha resa di fatto un'appendice del capoluogo comunale, sviluppatasi verso nord lungo via Marconi (SP 59 "della Granella").